# 道の駅津和野温泉なごみの里
道の駅津和野温泉なごみの里（みちのえき つわのおんせんなごみのさと）は、島根県鹿足郡津和野町鷲原イにある島根県道13号萩津和野線の道の駅である。
施設は津和野町が所有し、株式会社津和野開発（津和野町などが出資する第三セクター）が指定管理者として運営管理を行っている。

## 施設
- 駐車場：104台
  - 普通車：93台
  - 大型車：11台
  - 身障者用：5台
- トイレ
  - 男：大 4器・小 7器
  - 女：8器
  - 身障者用：2器
- 公衆電話：2台
- レストラン
  - あかね雲（平日11:00 - 20:00、休日10:00 - 20:00）
  - まくらぎ (10:00 - 22:00)
- 売店 (9:00 - 21:00)
- 日帰温泉施設「あさぎりの湯」 (10:00 - 22:00)
- 公園
- 情報コーナー (24H)
- ベビーベッド
- 郵便ポスト（津和野郵便局）

## 休館日
- 年中無休（下の施設は除く）
- 第1・3木曜日（レストラン「まくらぎ」）
- 第2・4木曜日（日帰温泉施設「あさぎりの湯」）

## アクセス
- 島根県道13号萩津和野線 - 登録路線

### バスターミナル
バスターミナルを併設している。なお、バス停の名称は津和野温泉である。

#### バス路線
- 石見交通…津和野線（益田 - 津和野）・木部・津和野町内線（津和野 - 野中・長野・奥ヶ野）
- 津和野町営バス…田代線（津和野 - 田代）

## 周辺
- 森鴎外記念館